# Carlo Mazzone
Carlo "Carletto" Mazzone (Roma, 19 de març de 1937 – Ascoli Piceno, 19 d'agost de 2023) fou un entrenador i exjugador de futbol italià.

## Biografia
Va començar la carrera professional de migcampista a l'AS Roma, després va fitxar per Spal, Siena i es retirà a l'Ascoli Calcio, on comença la seva carrera com a entrenador a la Serie C.

## Entrenador
La se primera temporada com a entrenador va ser el 1968-69 amb l'Ascoli, entrant a la banqueta a meitats del campionat a la Serie C, va seguir fins al 1975. En aquests 7 anys va dur l'equip a la Serie B, amb uns sorprenents bons resultats i a l'any següent va portar l'equip a la Serie A.
Al campionat de 1974-1975, Mazzone va aconseguir per primera vegada la permanència a la primera divisió italiana, passant a entrenar el següent any a la Fiorentina, on va estar-hi tres anys, on va arribar a un tercer lloc. Després va anar a l'acabat d'ascendir Catanzaro i va assolir una meritòria 9a posició, l'any següent es va salvar de nou gràcies al fet que van baixar l'AC Milan i la Lazio després d'un procés judicial per l'escandal "calcioscommesse". El 1980 torna a l'Ascoli per estar 5 temporades, mantenint l'equip sense baixar de categoria durant 4 temporades seguides. Després d'un parèntesis a la Serie B amb el Bologna, en el qual no va aconseguir l'èxit de l'ascens, va passar al Lecce a 10 jornades del final del campionat. Després de dur-lo a la Serie A, va estar-hi dos anys més amb dues salvacions, la primera quedant novè i la segona salvant-se només per un punt.
El 1991 va anar al Cagliari, després d'un breu parèntesi al Pescara, amb el qual va assolir la sisena posició i la classificació per la Copa de la UEFA, després de 21 anys. Va fitxar pel seu club de tota la vida, la Roma. Va estar tres anys amb un setè lloc i dos cinquens, i va ascendir al primer equip a Francesco Totti.
Torna al Cagliari el 1996 però no va poder salvar a l'equip. L'any següent va anar al Nàpols però no va concloure la temporada.
El 1998 torna novament al Bolonya, orfe de Roberto Baggio però al qual havia tornat Signori. Va portar l'equip a la victòria de la Intertoto, i a les semifinals de la UEFA i de la Copa d'Itàlia. L'estiu següent fitxa pel Perugia. L'any 2000 és contractat pel Brescia, aquí coincideix amb Baggio, el qual signa amb l'equip amb una clàusula que el lliura si Mazzone marxa de l'equip. El binomi Baggio-Mazzone porta al Brescia a 4 salvacions seguides, record històric de l'equip. El 2001 es va classificar per a la copa de la UEFA, però és eliminat pel Paris Saint-Germain a les semifinals de la Intertoto. El 2004-2005 torna per tercera ocasió al Bologna, i l'equip descendeix després del "spareggio", partit de desempat, contra el Parma.
El 7 de febrer del 2006 marxa a entrenar el Livorno, 6é de la Serie A, per substituir Roberto Donadoni. Aconsegueix 7 partits consecutius sense derrotes, un record per l'equip a la Serie A. El 18 de març del mateix anys, iguala el record de 787 partits a la banqueta de Nereo Rocco i el supera, finalitzant la temporada amb 792 partits.